# Chorów (gmina w powiecie horochowskim)
Chorów – dawna gmina wiejska istniejąca do 1939 roku w województwie wołyńskim w Polsce (obecnie na Ukrainie). Siedzibą gminy był Chorów.
Początkowo gmina należała do powiatu włodzimierskiego. 12 grudnia 1920 r. została przyłączona do nowo utworzonego powiatu horochowskiego pod Zarządem Terenów Przyfrontowych i Etapowych. 19 lutego 1921 r. wraz z całym powiatem weszła w skład nowo utworzonego województwa wołyńskiego. Według stanu z dnia 4 stycznia 1936 roku gmina składała się z 34 gromad. 
Po wojnie obszar gminy Chorów został odłączony od Polski i włączony do Ukraińskiej SRR. 
Nie mylić z gminą Chorów w powiecie zdołbunowskim w woj. wołyńskim.